# Halticopterina lauta
Halticopterina lauta är en stekelart som först beskrevs av Dzhanokmen 1975.  Halticopterina lauta ingår i släktet Halticopterina och familjen puppglanssteklar. Inga underarter finns listade i Catalogue of Life.